# İmranlı-Talsperre
Die İmranlı-Talsperre (türkisch İmranlı Barajı) befindet sich am Oberlauf des Kızılırmak in Zentralanatolien.
Die im Landkreis İmranlı der türkischen Provinz Sivas gelegene Talsperre wurde 1994–2004 als Erdschüttdamm mit Lehmkern errichtet. 
Das Absperrbauwerk besitzt eine Höhe (über Talsohle) von 46 m und ein Volumen von 2,1 Mio. m³. 
Die Talsperre wurde zum Zwecke der Bewässerung einer Fläche von 11.220 ha errichtet.
Der Stausee bedeckt eine Fläche von 6,5 km². Das Speichervolumen beträgt 62,5 Mio. m³.